# 波利斯凱 (蘇梅州)
52°13′55″N 33°44′32″E / 52.23194°N 33.74222°E
波利斯凱（烏克蘭語：Поліське）是位於烏克蘭東北部的村莊，由蘇梅州紹斯特卡區的茲諾布-諾夫霍羅德斯凱市鎮負責管轄。該村距離波迪雷0.5公里，海拔高度155米，2001年該村落人口15，87%居民使用俄語。